# The Videos
The Videos е видео компилация на DVD, издадена през 2003 г. Видео албумът съдържа седем музикални видеоклипа на групата Никълбек от албумите им The State, Silver Side Up и The Long Road. Албумът е сертифициран като платинен от RIAA.

## Видеоклипове
1. Leader Of Men 3:30
2. How You Remind Me 3:43
3. Too Bad 3:52
4. Never Again 4:20
5. Someday 3:27
6. Feelin' Way Too Damn Good 4:16
7. Figured You Out 3:48
8. The Making Of The Long Road 4:06